# Alstroemeria pudica
Alstroemeria pudica är en alströmeriaväxtart som beskrevs av Pierfelice Ravenna. Alstroemeria pudica ingår i släktet alströmerior, och familjen alströmeriaväxter. Inga underarter finns listade i Catalogue of Life.